# Голицин, Константин Васильевич
Константин Васильевич Голицин (2 октября (14 октября) 1893, Кронштадт, Санкт-Петербургская губерния, Российская империя — 25 января 1938, Ленинград, Ленинградская область, Советский Союз) — советский военно-морской деятель, инженерный работник, начальник кораблестроительного отдела Морского завода Главного военного порта Краснознамённого Балтийского флота, инженер-флагман 3-го ранга (1936).

## Биография
Русский, родился в семье фельдшера Морского инженерного училища, беспартийный. В 1903—1906 учился в Кронштадтском реальном училище, в 1906—1910 в Санкт-Петербургском 1-м реальном училище. С 1910 по 1914 оканчивал кораблестроительное отделение Морского инженерного училища, выпущен в звании гардемарин-судостроитель. 16 июля 1914 года — в Петрограде произведён в подпоручики корпуса корабельных инженеров. 23 июля 1914 зачислен в 1-й Балтийский флотский экипаж. 3 августа 1914 уволен для службы на Адмиралтейском судостроительном заводе. Помощник строителя линкоров «Полтава» и «Гангут», линейных крейсеров «Бородино» и «Наварин». 15 апреля 1917 (по другим данным с осени 1916) — заведующий ремонтными работами на крейсере «Аврора».
В 1918 инженер судостроительной конторы Адмиралтейского завода. В 1919 заведующий судостроительным цехом отделения завода «Новое Адмиралтейство». С 1 января 1921 заведующий судостроительным цехом (с 1924 — судостроительным отделом) Адмиралтейского завода и преподаватель Военно-морского училища (с 18 октября 1921 по 1931). С 20 июля 1926 главный корабельный инженер Главного военного порта Балтийского моря (К-10). С 1 октября 1929 допущен к исполнению должности, с 8 января 1930 исполняющий должность, с 19 марта 1930 утверждён — главный корабельный инженер там же. 9 марта 1935 становится начальником кораблестроительного отдела Морского завода Главного военного порта Краснознамённого Балтийского флота. 11 апреля 1936 допущен к исполнению должности начальника того же отдела.

### Адрес
Кронштадт, улица Советская, дом 39, квартира 5.

### Награды
Награждён орденом Святого Станислава 3-й степени (30 июля 1916), светло-бронзовой медалью памяти 300-летнего юбилея дома Романовых (1913). Награждён орденом Красной Звезды (23 февраля 1934, приказ РВС СССР № 0263, знак № 238).

### Чины
- Подпоручик ККИ (ВП № 1275 от 16.07.1914). 03.08.1914 зачислен по корпусу (ВП № 1284);
- Поручик ККИ (ВП № 1610 от 30.07.1916).

### Репрессии
Уволен в 1937 по статье 43-«б».
Арестован 18 декабря 1937 по групповому делу. Комиссией НКВД и Прокуратуры СССР 17 января 1938 приговорён по ст. ст. 58-7-10-11 УК РСФСР к высшей мере наказания. Расстрелян в Ленинграде 25 января 1938.